# Étrépilly (Seine-et-Marne)
Étrépilly is een gemeente in het Franse departement Seine-et-Marne (regio Île-de-France) en telt 821 inwoners (2005). De plaats maakt deel uit van het arrondissement Meaux.

## Geografie
De oppervlakte van Étrépilly bedraagt 13,3 km², de bevolkingsdichtheid is 61,7 inwoners per km².
De onderstaande kaart toont de ligging van Étrépilly (Seine-et-Marne) met de belangrijkste infrastructuur en aangrenzende gemeenten.

## Demografie
Onderstaande figuur toont het verloop van het inwonertal (bron: INSEE-tellingen).